# Shūkan Shōnen Jump
Shūkan Shōnen Jump (週刊少年ジャンプ, Shūkan Shōnen Janpu, i översättning känd som Shonen Jump) är en japansk serietidning som ges ut av förlaget Shueisha. Det första numret av tidningen gavs ut i juli 1968.
Tidningen har en upplaga på cirka 3 miljoner exemplar. När publiceringen var på topp på mitten av 1990-talet, såldes den i omkring 6 miljoner ex. 

## Adaptioner
Utländska avläggare av tidningen har publicerats på ett antal europeiska språk. Under titeln Shonen Jump har tidningen bland annat publicerats på svenska, norska och engelska.